# Trapcsin Dol
Trapcsin Dol (macedónul: Трапчин Дол, albánul Trapçidolli) település Észak-Macedóniában, a Délnyugati körzet Kicsevói járásában.

## Népesség
| Lakosok száma | 381  | 404  | 459  | 578  | 737  |      | 724  | 914  | 357  |
|               | 1948 | 1953 | 1961 | 1971 | 1981 | 1991 | 1994 | 2002 | 2021 |

2002-ben 914 lakosa volt, akik közül 896 albán, 2 macedón és 16 egyéb.